# Tagghajar
Tagghajar (Echinorhinus) är ett släkte av hajar. Echinorhinus är enda släktet i familjen Echinorhinidae.
Det vetenskapliga släktnamnet är bildat av de grekiska orden echinos (sjöborrar) och rhinos (nos).
Det svenska trivialnamnet syftar på arternas stora och breda hudtänder. Liksom kamtandhajar har tagghajar ett avplattat huvud men nosen är avrundad. Individernas maximala längd är fyra meter. På ryggens topp förekommer två mindre ryggfenor och på undersidan saknas analfenan. I motsats till kamtandhajar saknas en inbuktning vid stjärtfenans slut.
Dessa hajar lever i djupa havsområden som kan vara tempererade till nästan kalla eller tropiska. De vistas vanligen i ett djup mellan 10 och 900 meter.
Arterna jagar andra fiskar (inklusive andra hajar) samt bläckfiskar och kräftdjur. Flera byten sväljas hela genom snabb öppning av munnen och svalget. Honor lägger inga ägg utan föder levande ungar men det saknas en gulesäck i livmodern.
Arter enligt Catalogue of Life:
- tagghaj
- Echinorhinus cookei